# Ролевич, Александр Георгиевич
Алекса́ндр Гео́ргиевич Роле́вич (укр. Олександр Георгійович Ролевич; 16 марта 1965, Одесса, СССР) — советский, украинский и российский футболист, защитник. Мастер спорта СССР (1986).

## Биография
Воспитанник СДЮСШОР одесского «Черноморца», первыми тренерами были Александр Дмитриевич Руга, Матвей Леонтьевич Черкасский, Семён Иосифович Альтман. С 1982 по 1984 году был в заявке главной команды, сыграл 1 встречу в Кубке СССР и 28 поединков в турнире дублёров Высшей лиги. С 1985 по 1986 год выступал за одесский СКА, провёл 52 матча.
Чемпион IX Спартакиады народов СССР 1986.
С 1987 по 1988 год играл за кишинёвский «Нистру», принял участие в 65 встречах команды.
Сезон 1989 года провёл в донецком «Шахтёре», сыграл 12 матчей в Высшей лиге СССР. В 1990 году вернулся в «Нистру», в составе которого принял участие в 36 поединках, после чего снова играл за одесский СКА, провёл 24 матча в последнем союзном первенстве.
В 1992 году в составе «СК Одесса» дебютировал в Высшей лиге Украины, где сыграл 15 встреч, и ещё 1 матч провёл в Кубке Украины. Летом того же года перешёл в «Кривбасс», за который провёл 13 игр в чемпионате.
В начале 1993 года пополнил ряды клуба «Верес», сыграл 12 матчей в чемпионате. С 1993 по 1994 год выступал в составе команды «Темп», провёл за это время 13 игр в чемпионате и 8 встреч, в которых забил 1 гол, в Кубке.
В 1995 году перешёл в «Балтику», в составе которой сыграл 36 матчей и стал победителем Первой лиги, а затем дебютировал в Высшей лиге России, где провёл 1 встречу: 2 марта 1996 против «Локомотива» (НН).
Летом 1996 года пополнил ряды «Кубани», за которую выступал до 1997 года, проведя за это время 47 игр и забив 1 гол: 16 сентября 1996 в домашнем матче против «Сатурна».
В 1998 году перешёл в «Носту», сыграл 25 матчей, забил 1 гол. Сезон 2000 года провёл в казахстанском клубе «Шахтёр Испат-Кармет», принял участие в 3 встречах чемпионата Казахстана.
Затем играл за любительские команды: «Шустов» (Великодолинское, 2000), «Тирас-2500» (Белгород-Днестровский, 2001—2002, 2003), ИРИК (Одесса, 2002). В 2001 году сыграл за «Тирас-2500» 8 матчей в турнире ААФУ.

## Достижения
- Победитель Первой лиги России (выход в Высшую лигу): 1995
- Чемпион IX Спартакиады народов СССР 1986